# Lituus (Stab)

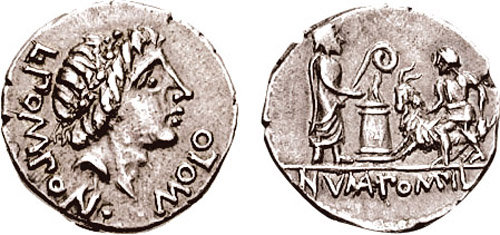
Münze des Münzmeisters L. Pomponius Molo aus dem Jahr 97 v. Chr.: auf dem Revers ein Junge, der eine Ziege vor dem Opfer hält, während Numa Pompilius mit einem Lituus das Opfer vorbereitet; Avers: Apollon

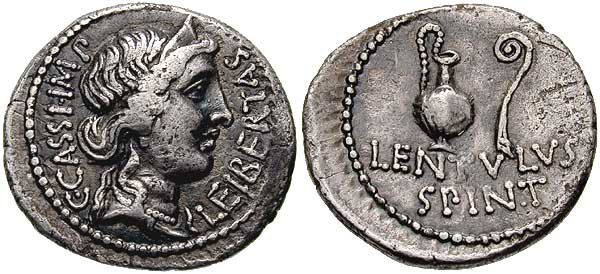
Münze des Gaius Cassius Longinus und des Lentulus Spinther aus dem Jahr 42 v. Chr.; auf dem Revers rituelle Geräte, eine Kanne und ein Lituus; auf dem Avers die Göttin Libertas

Ein Lituus ist ein gekrümmter oder spiralförmig endender Stab, der bei den Etruskern und im frühen Rom ein Insigne kultischer und politischer Amtsträger war und meist aus Holz oder Metall gefertigt wurde.
Der Lituus entstand im etruskisch-italischen Kulturraum; seine Ursprünge sind vermutlich relativ komplex. Es gab mehrere Formen des Lituus, von denen eine wohl auf eine einheimische Form des Hirtenstabes zurückging. Ebenso lassen sich allerdings auch orientalische Einflüsse auf den Lituus nachweisen, dessen Form und Nutzung durch den Krummstab der altorientalischen Kulturen, etwa der Hethiter oder der mesopotamischen Reiche, beeinflusst wurde.
In Rom war der Lituus ursprünglich Amtsinsigne der Könige. Später wurde er zum Zeichen imperatorischer Macht und zum Wahrzeichen des Princeps. Bedeutender noch ist jedoch die kultische Funktion des Lituus. Der Stab war Kultgegenstand und Insigne der Auguren. Von ihnen wurde der Lituus als Bezeichnung der Himmelsregionen beziehungsweise des templum benutzt. Von großer Bedeutung ist der Stab auch aus mythologischer Sicht, weil der Legende nach Romulus damit die einzelnen Regionen der Stadt Rom festlegte. In der Ikonographie ist der Lituusstab häufig das Symbol für die Auguren auf Kunstwerken und Münzen. In der Mathematik wurde die Lituus-Spirale nach dem Stab benannt.